# Harmonieleer
Harmonieleer is in de muziektheorie de beschrijving van de opeenvolging van akkoorden en hun samenhang. In de klassieke muziek is er traditioneel sprake van tonaal-functionele harmonie, alternatieven zijn onder andere de modaal-functionele harmonie en de atonaliteit. Er is sprake van harmonie wanneer er een aantal verschillende tonen tegelijk klinken. In de striktere zin wordt in de harmonieleer onder harmonie verstaan: de (al dan niet functionele) opeenvolging van akkoorden. Een akkoord is in de klassieke harmonieleer doorgaans een opeenstapeling van minimaal twee tertsen op een trap (ook wel een drieklank). In de ruimere zin wordt onder harmonie verstaan: het omgaan met samenklanken binnen een stuk of stijl.

## Contrapunt en stemvoering
Contrapunt of polyfonie is de techniek waarbij twee of meer onafhankelijke gelijkwaardige stemmen gelijktijdig klinken. Vanwege het meer horizontale verloop van deze stemcombinaties wordt dit laatste onderwerp apart van de harmonieleer bestudeerd. Bij harmonieleer ligt het accent op de verticale verbinding van de akkoorden (homofonie). Toch is de hantering van de stemvoering van belang, met name bij het schrijven van de stempartijen voor een vierstemmig a-capellakoor. Met andere woorden, de akkoordenverbindingen dienen zodanig geschreven te zijn, dat een goedlopende stemvoering vanwege de zingbaarheid, noodzakelijk is.
De hantering van de stemvoering bij de traditionele harmonieleer is te vergelijken met de koralen van Johann Sebastian Bach, waarbij een koraalmelodie wordt geharmoniseerd voor vierstemmig gemengd koor. Bach categoriseerde deze vierstemmige koralen onder elementair contrapunt, dat de basis vormde om verder te gaan in versierd contrapunt.

Als er onder een melodie een harmonische begeleiding gespeeld wordt met gitaar of een ander begeleidingsinstrument waarbij er geen strenge stemvoeringsregels gelden (begeleide monodie), dan is het overduidelijk dat daar geen verwantschap meer is met contrapunt.

## Tonaliteit
Het begrip tonaliteit is een intrinsiek muzikaal gegeven. Feitelijk is tonaliteit de muzikale perceptie (het ervaren) van de verhouding van de tonen rond een waargenomen grondtoon als tooncentrum. Deze ervaring ontstaat door een afwisselend beeld van spanning, stuwing en oplossing binnen een toongeslacht, toonsoort en toonaard. Dit spanningsverloop wordt mede bepaald door de onderlinge verhouding van tonen ten opzichte van elkaar en ten opzichte van de grondtoon van de toonladder, alsmede de verhouding van de akkoorden ten opzichte van de tonica-drieklank (d.i. het basisakkoord op de grondtoon van de toonladder) en elkaar.

## Functionele harmonie
Rond 1600 ontstond de begeleide monodie (akkoordenbegeleiding onder een melodielijn) en het harmonisch denken (en horen) in akkoorden met betrekking tot de grondtonen. Jean-Philippe Rameau was de eerste theoreticus die rond 1722 de functionele harmonie beschreef. Hij beschreef de harmonische functie van akkoorden.
In de (tonaal-)functionele harmonie zijn drie hoofdfuncties te onderscheiden:
- tonica (symbool: T) (drieklank op de grondtoon: I, punt van ontspanning en spanningsloosheid)
- dominant (D) (drieklank op de dominant: V, spanningspunt)
- subdominant, of onderdominant, (S) (drieklank op de subdominant: IV, voorbereidende stuwing naar de dominant, minder vaak terugkerend naar de tonica)

Het bijvoeglijk naamwoord functionele verwijst naar tonaliteit of tonale muziek. Tonaliteit en atonaliteit zijn relatieve termen die tegenover elkaar staan. Pas vanaf Schönberg, met de introductie van de vrije atonaliteit en de dodecafonie (1923), spreekt men van atonale muziek.
Tonaliteit, atonaliteit en functionaliteit zijn brede begrippen met elk een verschillende inhoud. De toonzettingsprocedés (de onderlinge rekenkundige verhoudingen tussen verschillende tonen) zijn bij de relatieve termen tonaliteit en atonaliteit in eerste instantie de harmonie en/of melodie. De functionaliteit van tonale muziek is van een andere aard dan die van atonale muziek.
Tonale functionaliteit wordt gekenmerkt door (een) toongeslacht(en), toonsoort(en) en toonaard(en), waarbij elke toonsoort (binnen een toongeslacht, zoals bijvoorbeeld het diatonische toongeslacht waarbij enkel hele en halve tonen worden gebruikt) getuigt van een onderlinge hiërarchie tussen de tonen. Elke toon heeft een functie ten opzichte van de tonica (in de Gregoriaanse muziek finalis, ook vaak het tooncentrum of spil van de toonaard genoemd) en elkaar: voorop staat de tonica, de dominant heeft een overheersende functie ten opzichte van de tonica en de andere tonen, de leidtoon wil oplossen naar de tonica, enzovoorts. 
Functionaliteit heeft in tonale muziek betrekking op de harmonische en/of melodische functies als tonica en dominant.
Tonale muziek staat voor wat tonaliteit (zelfstandig naamwoord) genoemd wordt. Maar in het jargon van de schriftuurleer (manier van notatie en schrijven binnen de muziektheorie) en de compositieleer onderscheidt men binnen tonaliteit zowel tonaal- als modaal-functionele harmonie en/of melodie.
  Deze vaktaal is niet terug te vinden in het Nederlands woordenboek tenzij daar tonaal (bn.) tegenover atonaal (bn.) wordt geplaatst. Het jargon verbastert soms tonaal-functioneel tot tonaal en modaal-functioneel tot modaal.
Bij tonaal-functionele harmonie krijgt de functionele dominant - tonica verbinding de voorrang. J.S. Bach leverde op dit vlak baanbrekend werk: zelfs modale cantus firmi kon hij tonaal- functioneel harmoniseren. In dergelijke muziek zien we veel tussendominanten. (symbool: TD). Dit is het invoegen van een dominantakkoord ten opzichte van en voor een andere graad dan I. Praktisch komt dit neer op het gebruikmaken van een dominant van een andere toonaard. De verbinding V7- I met al haar mogelijke omkeringen staat voorop. Men spreekt hier wel van verrechtsen: de dominant bevindt zich in de kwintencirkel rechts van de tonica (het tooncentrum van de toonaard).
Bij modaal-functionele harmonie spreekt men van verlinksen omdat de subdominant zich in de kwintencirkel links van de tonica bevindt en de relatie S-T (hoofdfuncties subdominant-tonica) voor gaat. In die zin spreken we ook van tussensubdominanten, zie bijvoorbeeld sommige muziek van J. Brahms.
Binnen de tonaal-functionele harmonie, zijn de hoofddrieklanken met de bijbehorende drie harmonische hoofdfuncties:
- de tonicadrieklank I (T) op de eerste toontrap van de toonladder of de tonica van de toonaard
- het subdominantdrieklank IV (S) (het akkoord op de vierde toontrap) en
- het dominantdrieklank V (D) op de vijfde toontrap.

Een meer uitgebreid harmonisch functieschema is:
T :  I VI III
S :  IV II (VI)
D :  V VII III
De Romeinse cijfers stellen de graden voor (de drieklanken). Het cijfer geeft de toontrap weer voor waarop het betreffende akkoord (hier de drieklank) is gebouwd. In het volgende onderdeel wordt dit nader verklaard.

## Basisfunctionele akkoorden

### Van C-majeur
Ter toelichting volgt hier de majeurtoonladder van C met de bijbehorende toontrappen I t.m. VII:
| toon | c | d  | e   | f  | g | a  | b   | c  |
| ---- | - | -- | --- | -- | - | -- | --- | -- |
| trap | I | ii | iii | IV | V | vi | vii | I' |

De tonicadrieklank op I is het akkoord c-e-g (C-akkoord).

Het subdominantakkoord op IV is de zogenaamde grote drieklank f-a-c (F-akkoord).

Het dominantakkoord op V is de grote drieklank g-b-d of het dominant septiemakkoord g-b-d-f (resp. G en G7-akkoord).
Akkoorden op de andere toontrappen, de zogeheten nevendrieklanken, hebben eveneens een harmonische functie, doch in afgezwakte vorm en afhankelijk van de wijze waarop ze worden toegepast:
- de kleine tertsdrieklank op trap ii (d-f-a, d-mineurakkoord) is een zwakke subdominant
- op de iiie trap bevindt zich de kleine tertsdrieklank e-g-b (e-mineurakkoord): zowel een zwakke dominant als een zwakke tonica
- op de vie trap bevindt zich de kleine tertsdrieklank a-c-e (a-mineurakkoord), deze kan zowel een zwakke subdominant als een tamelijk sterke tonica zijn
- op trap vii bevindt zich de verminderde drieklank b-d-f, deze kan afhankelijk van het functioneel gebruik een zwakke of sterke dominantfunctie hebben

De akkoorden met de dubbele functies op III en VI worden ook wel parallelakkoorden genoemd.

### Meer majeur
Voor de majeurtoonsoort in het algemeen, geldt uiteraard dezelfde formule:
| Toonsoort | Toonladder             | Tonica- akkoord | Subdominant- akkoord | Dominant- akkoord |
| --------- | ---------------------- | --------------- | -------------------- | ----------------- |
| Bb        | Bb-c-d-eb-f-g-a-bb     | Bb              | Eb                   | F / F7            |
| F         | F-G-A-Bb-c-d-e-f       | F               | Bb                   | C / C7            |
| C         | c-d-e-f-g-a-b-c'       | C               | F                    | G / G7            |
| G         | G-A-B-c-d-e-f#-g       | G               | C                    | D / D7            |
| D         | d-e-f#-g-a-b-c#'-d'    | D               | G                    | A / A7            |
| A         | A-B-c#-d-e-f#-g#-a     | A               | D                    | E / E7            |
| E         | e-f#-g#-a-b-c#'-d#'-e' | E               | A                    | B / B7            |
| enz.      |                        |                 |                      |                   |

### Mineur
In de klassieke harmonieleer, werkt men met de zogenaamde harmonische mineur toonladder, waarin ook de functionele akkoorden zijn aan te geven.
| Toonsoort | Toonladder         | Tonica- akkoord | Subdominant- akkoord | Dominant- akkoord |
| --------- | ------------------ | --------------- | -------------------- | ----------------- |
| g         | G-A-Bb-c-d-eb-f#-g | Gm              | Cm                   | D / D7            |
| d         | D-E-F-G-A-Bb-c#-d  | Dm              | Gm                   | A / A7            |
| a         | A-B-c-d-e-f-g#-a   | Am              | Dm                   | E / E7            |
| e         | e-f#-g-a-b-c-d#-e  | Em              | Am                   | B / B7            |
| b         | B-c#-d-e-f#-g-a#-b | Bm              | Em                   | F# / F#7          |
| enz.      |                    |                 |                      |                   |

Het woord mineur betekent klein (zoals majeur: groot). Vandaar dat de naam van de harmonische toonladder als a (hetgeen betekent: a-klein, a-mineur) wordt geschreven. Feitelijk geldt ook voor de mineur-akkoorden, in zowel de majeur als de mineur toonreeksen dat deze met een kleine letter zouden behoren te worden geschreven. Echter beïnvloed door de Amerikaanse akkoordbenaming wordt het mineur akkoord in de praktijk meestal met een hoofdletter, gevolgd door een (kleine) m genoteerd (Am; Em; Bm; etc.)

## Akkoordenverbindingen
Dit is in het bijzonder van belang voor de meerstemmige (meestal vierstemmige) a-capella-zetting. De grote variëteit aan koppelingsmogelijkheden, waarbij de functionaliteit (dominant, subdominant en tonica) intact blijft, is vanuit een diversiteit aan invalshoeken mogelijk:
- een akkoordenverbinding is de verbinding tussen twee trappen
- er bestaan drie oplossingswijzen bij de grondakkoorden (waarbij de grondnoot in de bas ligt):
  - met gemeenschappelijke noot of noten (als die er zijn) en de liggingen blijven ofwel eng ofwel wijd
  - met tegenbeweging (neem het kleinste interval in de bas om de tegenbeweging op te sporen) ofwel gelijke beweging (in sommige gevallen): eng blijft eng of wijd blijft wijd
  - met positiewijziging: men gaat bij de verbinding over van eng naar wijd of omgekeerd

Deze materie is echter té uitgebreid om dit even in een kort bestek weer te geven.
De functionele afsluitende akkoordenopeenvolging heet cadens, waarmee in beginsel de toonsoort en toonaard van het muziekstuk wordt gedefinieerd.

## Parallelverbod
In de schoolse harmonieleer zijn een aantal belangrijke grondregels. De voornaamste is het z.g. parallelverbod. Volgens deze regel is het niet toegestaan dat tussen twee dezelfde stemmen opeenvolgende reine kwinten, octaven en primen optreden. In sommige gevallen is ook een bedekte reine kwint of octaaf niet toegestaan, dit is een reine kwint of octaaf die ontstaat tijdens gelijke beweging van twee dezelfde stemmen en waarbij de bovenste stem meer dan een seconde springt. Sinds de barok is enkel de bedekte tussen de buitenstemmen (de bovenste stem en de laagste bas) de meest gevreesde.

## Ontwikkeling van de harmonie
Gedurende de drie opeenvolgende eeuwen (1600-1900) werden steeds ingewikkelder akkoorden en cadensen gebruikt. Zo gebruikte bijvoorbeeld Chopin regelmatig passages met niet-functionele parallelharmoniek, en ontwikkelde Wagner zwevende tonaliteit, waarbij een (functionele) grondtoon niet meer aanwezig of moeilijk te herkennen is.

## Modaal-functionele harmonie
Modaal-functionele harmonie en/of melodie maakt veelal gebruik van de kerkmodi.
Bij modaal-functionele harmonie spreekt men van verlinksen, omdat de subdominant zich in de kwintencirkel links van de tonica bevindt en de relatie S-T (hoofdfuncties subdominant-tonica) primeert. In die zin spreken we ook van tussensubdominanten, zie bijvoorbeeld sommige muziek van J. Brahms.
In navolging van Claude Debussy, mede beïnvloed door de wereldmuziek op de wereldtentoonstelling van 1889 in Parijs, wordt in de eigentijdse jazz veelvuldig gebruikgemaakt van modaal-functionele harmonie en afwijkende akkoordenbouw.

## Atonaliteit
In het begin van de twintigste eeuw werd door een aantal componisten het werken met een toongeslacht en toonsoorten verlaten. Zo ontwikkelde Arnold Schönberg atonaliteit, een opzettelijk grondtoonloze muziek, waarbij geen toon belangrijker mocht zijn dan de andere. Schönberg noemde dit overigens zelf pantonaliteit, maar deze term heeft geen algemene ingang gevonden. Ton de Leeuw heeft de eveneens zeer toepasselijke term atonicaliteit geïntroduceerd.

## Microtonaliteit
Vanaf de jaren 1930 ontstond de microtonaliteit, waarbij theoretici, componisten en musici de mogelijkheden onderzochten van afwijkende intervallen die kleiner zijn of kleinere deelwaarden hebben dan de normale halve toonafstanden. Verschijnselen zoals de verschiltoon en zweving zijn belangrijke elementen, die in de conventionele Westerse harmonieleer geen bepalende factor zijn.